# Đại công quốc Toscana
Đại công quốc Toscana (tiếng Ý: Granducato di Toscana, tiếng Latinh: Magnus Ducatus Etruriae) là một nhà nước quân chủ trên Bán đảo Ý ra đời thay cho Cộng hòa Florence. Nó tồn tại từ năm 1569 đến năm 1859, với một số mốc thời gian bị gián đoạn. Thủ đô của Đại công quốc là Florence. Vào thế kỷ XIX, dân số của Đại công quốc rơi vào khoảng 1.815.000 người.
Cosimo I de' Medici đã đưa gần như toàn bộ Toscana nằm dưới sự kiểm soát của mình sau khi ông chinh phục Cộng hòa Siena. Giáo hoàng Piô V đã ký Tông sắc phong cho Cosimo I của Nhà Medici làm Đại công tước của Toscana vào ngày 27/08/1569. Đại công quốc được cai trị bởi Nhà Medici cho đến khi dòng chính của gia tộc này bị tuyệt tự vào năm 1737. Tuy không nổi tiếng ở tầm quốc tế như nước cộng hoà cũ, nhưng Đại công quốc đã phát triển rực rỡ dưới thời Medici và nó là nhân chứng cho những thành công kinh tế và quân sự chưa từng có dưới thời Cosimo I và các con trai của ông, cho đến triều đại của Ferdinando II, chứng kiến khởi đầu của sự suy giảm kinh tế kéo dài và đạt đến đỉnh điểm dưới thời Cosimo III.
Francis Stephen của Lorraine, một hậu duệ của dòng dõi Medici đã kế thừa ngôi vị Đại công tước của Toscana và từ đó lãnh thổ này được cai trị bởi một phó vương, và vị phó vương đầu tiên là Marc de Beauvau-Craon, Hoàng tử của Craon. Sau khi Franz I qua đời, người con cả là Joseph II kế thừa Đại công quốc Áo còn ghế Đại công tước Toscana đã được nhường lại cho người con thứ 2 là Leopold, và các con cháu đã lưu trú và cai trị Đại công quốc này cho đến khi nó bị sáp nhập vào năm 1859, nhưng bị gián đoạn khi Napoléon Bonaparte trao Toscana cho Nhà Bourbon-Parma (Vương quốc Etruria, 1801–1817). Sau sự sụp đổ của hệ thống Napoleon vào năm 1814, Đại công quốc Toscana đã được khôi phục. Liên hiệp các Tỉnh miền Trung nước Ý, một chư hầu của Vương quốc Sardegna đã sáp nhập Toscana vào năm 1859. Toscana chính thức được sáp nhập vào Sardegna vào năm 1860, như một phần của kế hoạch thống nhất nước Ý, sau một cuộc trưng cầu dân ý long trời lở đất, trong đó 95% người đi bỏ phiếu đồng ý cho sự sáp nhập này.

## Thời kỳ Medici

### Sự ra đời

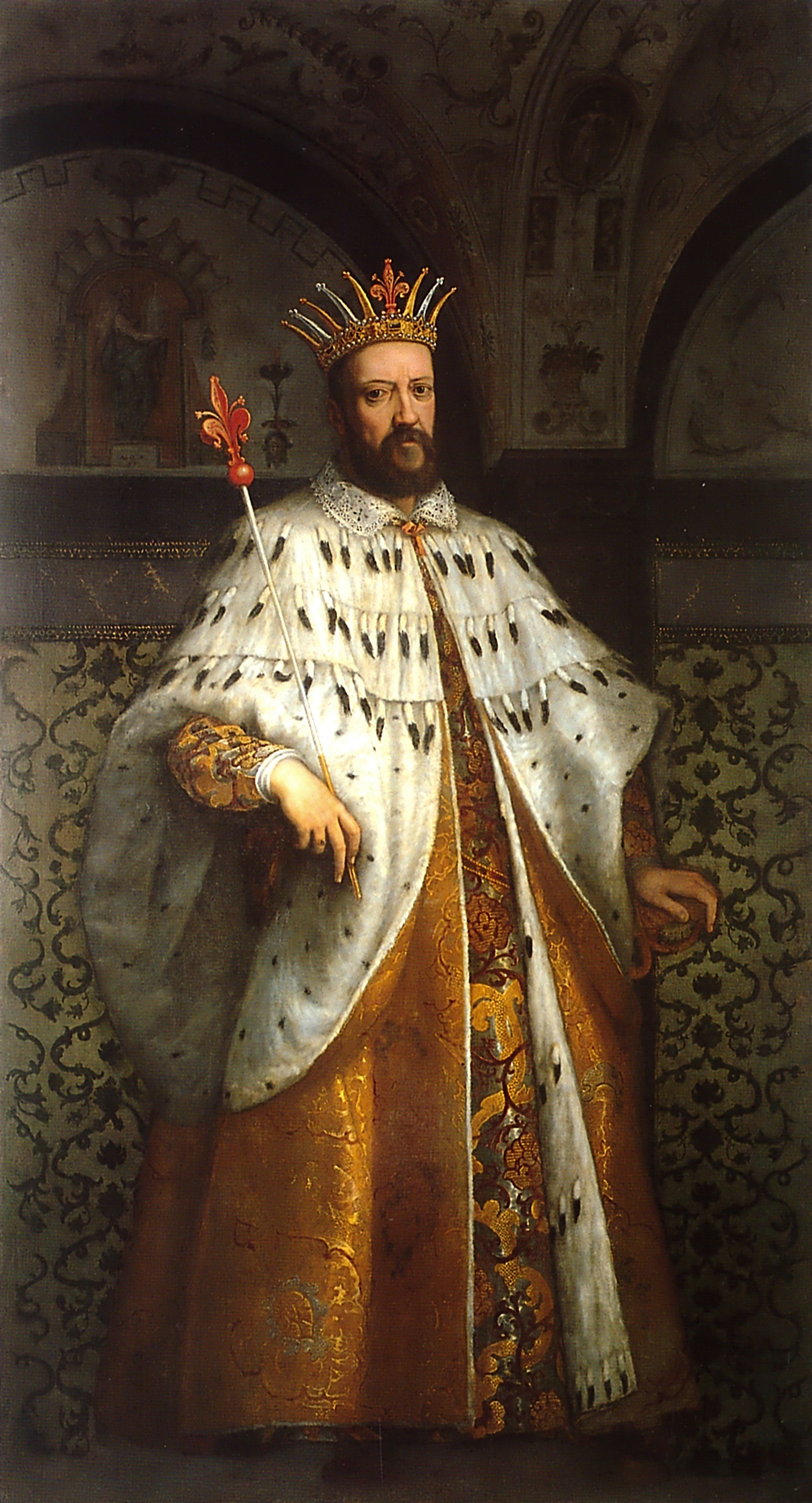
Cosimo I de' Medici

Gia huy của Nhà Medici

Năm 1569, Cosimo de 'Medici đã cai trị Công quốc Florence trong 32 năm. Trong thời trị vì của mình, chính quyền Florence đã mua lại đảo Elba từ Cộng hòa Genoa (năm 1548), chinh phục Cộng hòa Siena (năm 1555) và phát triển một căn cứ hải quân được trang bị tốt và hùng hậu trên đảo Elba.
Công tước Cosimo nghiêm cấm các giáo sĩ nắm giữ các chức vụ hành chính và ban hành luật tự do tôn giáo, ở thời kỳ đó chưa ai làm như ông. Cosimo cũng là người ủng hộ nhiệt thành Giáo hoàng Pius V, người đã phong cho Cosimo quyền cai trị Đại công quốc Toscana với tước vị Đại công tước vào tháng 8/1569, một tước hiệu chưa từng có ở Ý.
Phản đối quốc tế đối với việc Cosimo được phong Đại công tước cai trị Toscana thời bấy giờ khá nghiêm trọng. Hoàng hậu Catherine của Pháp dù có xuất thân từ Nhà Medici đã cực lực phản đối việc tấn phong Đại công tước này. Các tin đồn lan truyền tại triều đình ở Vienna rằng Cosimo là ứng viên cho ngai vàng của Vương quốc Anh. Hoàng đế La Mã Thần thánh Maximilian II và người em họ của ông là Vua Felipe II của Tây Ban Nha đã phản ứng khá giận dữ, vì Florence trên lý thuyết là một thái ấp của Đế quốc La Mã Thần thánh, và việc Giáo hoàng Pius V tuyên phong cho Cosimo làm Đại công tước cai trị thế tục đất ấy là không hợp lệ. Tuy nhiên, Maximilian cuối cùng đã công nhận điều này vào năm 1576. Để mọi thứ được hợp pháp, Cosimo đã mua tước hiệu của mình từ Hoàng đế La Mã Thần thánh với giá 100.000 ducat.
Trong Liên minh thần thánh (1571), Cosimo đã chiến đấu chống lại Đế quốc Ottoman, đứng về phía Đế quốc La Mã Thần thánh. Liên minh thần thánh (1571) đã đánh bại quân Ottoman trong Trận Lepanto. Triều đại của Cosimo được đánh giá là một trong những triều đại quân phiệt nhất của lịch sử Toscana.
Cosimo đã trải qua một số bi kịch cá nhân trong những năm cuối của triều đại mình. Vợ ông, Eleanor của Toledo, qua đời năm 1562, cùng với 4 người con của ông do một trận dịch hạch ở Florence. Những cái chết này ảnh hưởng rất lớn đến ông, cùng với bệnh tật, đã buộc Cosimo phải thoái vị không chính thức vào năm 1564. Người con trai cả của ông, Francesco, đã lên nắm quyền cai trị Đại công quốc. Cosimo I qua đời vào năm 1574 vì chứng Apoplexy, để lại một đất nước ổn định và cực kỳ thịnh vượng, ông là người cai trị lâu nhất của Nhà Medici cho đến khi hoàng tộc này tuyệt tự vào năm 1737.

### Francesco và Ferdinando I

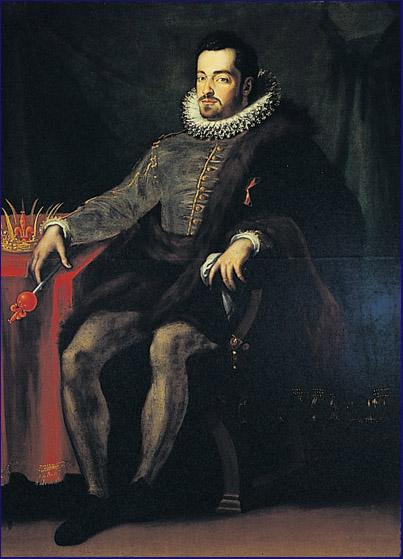
Đại công tước Ferdinando I.

Francesco không mấy quan tâm đến việc điều hành đất nước của mình, thay vào đó ông đã dành nhiều thời gian vào các thí nghiệm khoa học. Việc quản lý đất nước được giao cho các cơ quan. Ông tiếp tục liên minh với Áo của Nhà Habsburg, củng cố thêm địa vị bằng cách kết hôn với Johanna của Áo. Francesco được nhớ đến nhiều nhất vì chết cùng ngày với người vợ thứ hai, Bianca Cappello, làm dấy lên tin đồn họ bị đầu độc. Ông được kế vị bởi Ferdinando de 'Medici, em trai của ông, người mà ông rất ghét.

## Nhà Habsburg-Lorraine

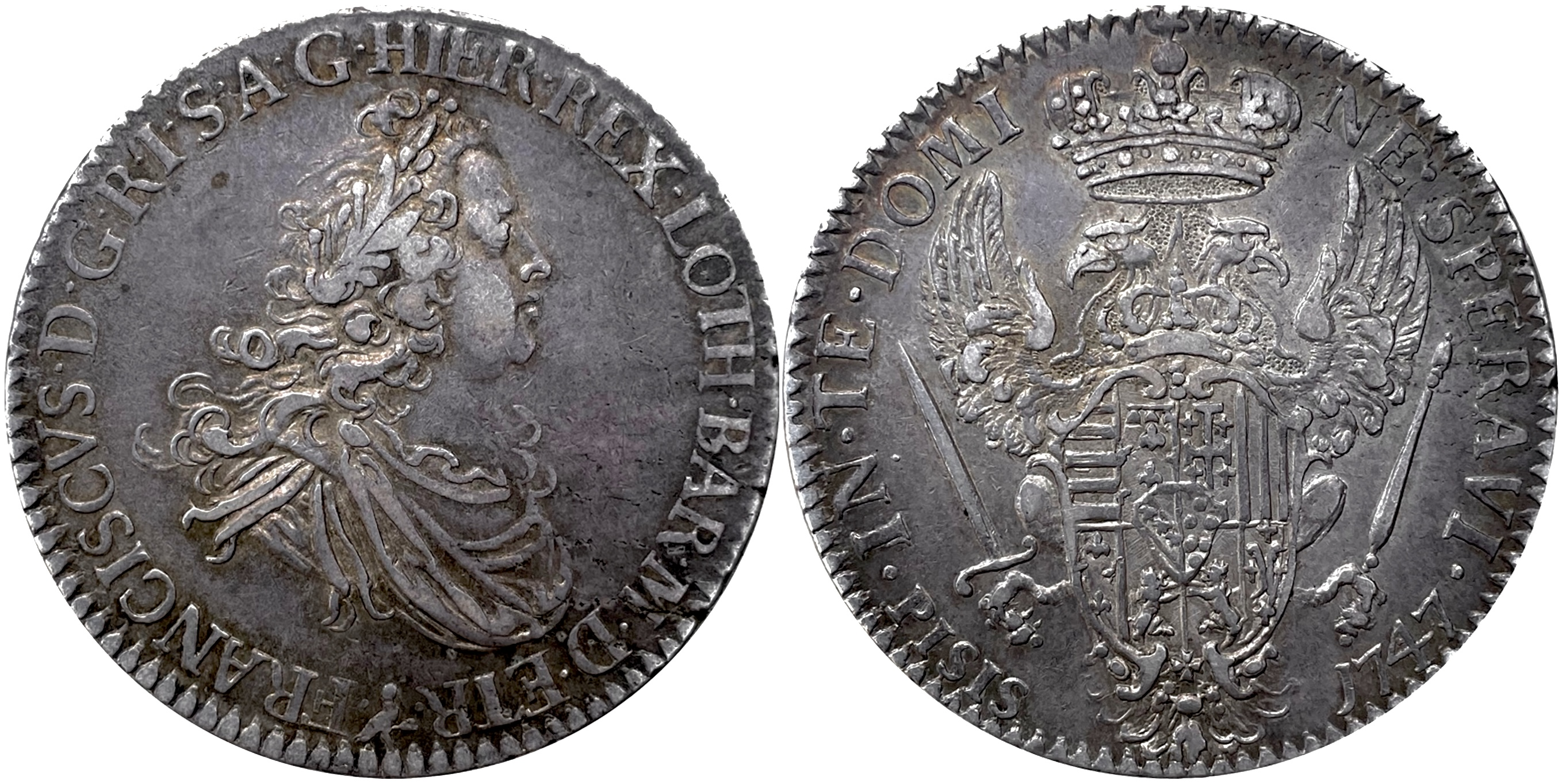
Xu bạc: 10 paoli Đại công quốc Toscana 1747, mặt trước là chân dung của Francis của Nhà Lorraine, với vai trò là Đại công tước của Toscana

## Trích dẫn
1. ↑  United Kingdom of Great Britain and Ireland; House of Commons, John Bowring, 1839, p 6
2. ↑  Strathern, Paul: The Medici: Godfathers of the Renaissance, Vintage books, London, 2003, ISBN 978-0-09-952297-3, pp. 315–321
3. ↑  commercio, Italia : Ministero di agricoltura, industria e (1862). Popolazione censimento degli antichi Stati sardi (1. gennaio 1858) e censimenti di Lombardia, di Parma e di Modena (1857-1858) pubblicati per cura del Ministero d'agricoltura, industria e commercio: Relazione generale con una introduzione storica sopra i censimenti delle popolazioni italiane dai tempi antichi sino all'anno 1860. 1.1 (bằng tiếng Ý). Stamperia Reale.{{Chú thích sách}}:  Quản lý CS1: nhiều tên: danh sách tác giả (liên kết)
4. ↑  "bolla papale di Pio V". archeologiavocidalpassato (bằng tiếng Ý). Truy cập ngày 10 tháng 2 năm 2021.
5. ↑  "Cosimo I | duke of Florence and Tuscany [1519–1574]". Encyclopedia Britannica (bằng tiếng Anh). Truy cập ngày 10 tháng 2 năm 2021.
6. ↑  "COSIMO III de' Medici, granduca di Toscana in "Dizionario Biografico"". www.treccani.it (bằng tiếng Ý). Bản gốc lưu trữ ngày 22 tháng 2 năm 2020. Truy cập ngày 25 tháng 4 năm 2020.
7. 1 2  Strathern, p. 340
8. ↑  Strathern, p 335
9. ↑  Strathern, p 375, 381.
10. ↑  Frieda, Leonie: Catherine de' Medici, Orion books, London, 2005, ISBN 0-7538-2039-0, pp. 268–269
11. ↑  Booth, Cecily: Cosimo I – Duke of Florence, University Press, 1921 (pre-dates use of the ISBN), p 232
12. 1 2  Hale, J.R.: Florence and the Medici, Orion books, London, 1977, ISBN 1-84212-456-0, p 145
13. ↑  Hanlon, p. 81.
14. ↑  Frieda, p. 271–272
15. ↑  Strathern, p. 340–341
16. 1 2 3  Hale, p 147